# 앤드리아 미드 로런스
앤드리아 미드 로런스(영어: Andrea Mead Lawrence, 1932년 4월 19일~2009년 3월 30일)는 미국의 알파인 스키 선수이다. 미국 최초의 올림픽 알파인 스키 금메달리스트이며, 올림픽에 3회 참가하여 1952년 동계 올림픽에서 여자 알파인스키 회전과 대회전에서 금메달을 획득하였다.

## 개인사
1951년 3월 미국 알파인 스키 대표팀 동료인 데이비드 로런스와 스위스에서 결혼식을 올렸다. 1954년에는 콜로라도주의 파셜로 이주하여 그 곳에서 살았다. 현역 은퇴 후인 1960년대에는 애스펀으로 이주하여 현지 지역 부흥 위원회에서 일했다. 1967년에 남편인 데이비드와 이혼했고 이듬해인 1968년에 자녀 5명과 함께 캘리포니아주의 매머드레이크스로 이사를 가서 그 곳에서 살았다.
2000년 평활근육종 진단을 받고 투병 생활을 했으며, 2009년 3월 30일에 뇌종양으로 세상을 떠났다.